# Kompaniofficer
Kompaniofficer var en befälskår som skapades vid 1972 års tjänsteställningsreform i Krigsmakten, då den tidigare underofficerskåren upphörde. Befälskåren kompaniofficerare skall ej att förväxlas med befälsnivån kompanibefäl, då även regementsofficerare kunde vara kompanibefäl.

## Befälskårer
Genom den tjänsteställningsreform som genomfördes den första juli 1972 reformerades de tre existerande befälskårerna för underbefäl, underofficerare och officerare. Uppdelningen i tre olika befälskårer bibehölls, men istället förändrades deras benämningar till plutonsofficerare, kompaniofficerare samt regementsofficerare.
Samtliga underofficerare fick efter reformens genomförande sin tillhörighet i den nya kompaniofficerskåren.
| Före 1972-07-01 | Efter 1972-07-01 |
| --------------- | ---------------- |
| Officer         | Regementsofficer |
| Underofficer    | Kompaniofficer   |
| Underbefäl      | Plutonsofficer   |
| Underbefäl      | Gruppbefäl       |

## Befälsgrader
Befälen i underofficerskåren befordrades till officersgraderna fänrik, löjtnant och kapten. Fanjunkare med längre tjänstgöringstid blev kaptener, och de med kortare tid blev löjtnanter. Graderna som sergeant och fanjunkare befolkades efter reformen med de nya plutonsofficerarna, medan graden som förvaltare försvann.
| Underofficer       | Kompaniofficer |
| ------------------ | -------------- |
| Förvaltare         | Kapten         |
| Fanjunkare (äldre) | Kapten         |
| Fanjunkare (yngre) | Löjtnant       |
| Sergeant (äldre)   | Löjtnant       |
| Sergeant (yngre)   | Fänrik         |

## Tjänsteställning

### Underofficerare
Underofficerskåren hade redan före reformen en sådan tjänsteställning som motsvarade nivån för kompanibefäl.
| Ordningsföljd | Officer  | Underofficer | Underbefäl  |
| ------------- | -------- | ------------ | ----------- |
| 7             | Major    | -            | -           |
| 8             | Kapten   | -            | -           |
| 9             | -        | Förvaltare   | -           |
| 10            | Löjtnant | -            | -           |
| 11            | -        | Fanjunkare   | -           |
| 12            | Fänrik   | -            | -           |
| 13            | -        | Sergeant     | -           |
| 14            | -        | -            | Rustmästare |
| 15            | -        | -            | Överfurir   |
| 16            | -        | -            | Furir       |
| 17            | -        | -            | Korpral     |
| 18            | -        | -            | Vicekorpral |

### Kompaniofficerare
Genom reformen uppnådde exempelvis en äldre fanjunkare, som tidigare haft tjänsteställning mellan fänrik och löjtnant, både grad och tjänsteställning som kapten. För varje grad var det normalt endast tiden sedan utnämning som avgjorde den inbördes ställningen mellan två officerare, och inte kår- eller annan grupptillhörighet. En äldre kapten ur kompaniofficerskåren skulle på så sätt ha senioritet över en yngre kapten ur regementsofficerskåren, även om de fortsatt hörde till olika befälskårer med separat mäss. Värnpliktigt kompanibefäl räknades dock alltid efter yrkesanställda officerare av samma grad.
| Befälsnivå     | Ordningsföljd | Regementsofficer | Kompaniofficer | Plutonsofficer | Gruppbefäl |
| -------------- | ------------- | ---------------- | -------------- | -------------- | ---------- |
| Regementsbefäl | 7             | Major            | -              | -              | -          |
| Kompanibefäl   | 8             | Kapten           | Kapten         | -              | -          |
| Kompanibefäl   | 9             | Löjtnant         | Löjtnant       | -              | -          |
| Kompanibefäl   | 10            | -                | Fänrik         | -              | -          |
| Plutonsbefäl   | 11            | -                | -              | Fanjunkare     | -          |
| Plutonsbefäl   | 12            | -                | -              | Sergeant       | -          |
| Gruppbefäl     | 13            | -                | -              | -              | Överfurir  |
| Gruppbefäl     | 14            | -                | -              | -              | Furir      |
| Gruppbefäl     | 15            | -                | -              | -              | Korpral    |

Ny befälsordning (NBO) infördes den 1 juni 1983 och innebar att uppdelningen i tre olika officerskårer slopades till förmån för en enhetlig befälskår med beteckningen yrkesofficer.